# La Venta (Colômbia)
La Venta é um sítio paleontológico entre o o departamento de Tolima e de Huila, Colômbia. É um dos locais com a maior coleção de fósseis do Neogeno em toda a América do Sul. Providencia um fascinante cenário de como era a fauna sul-americana antes do Grande Intercâmbio Americano.

## Fossil site

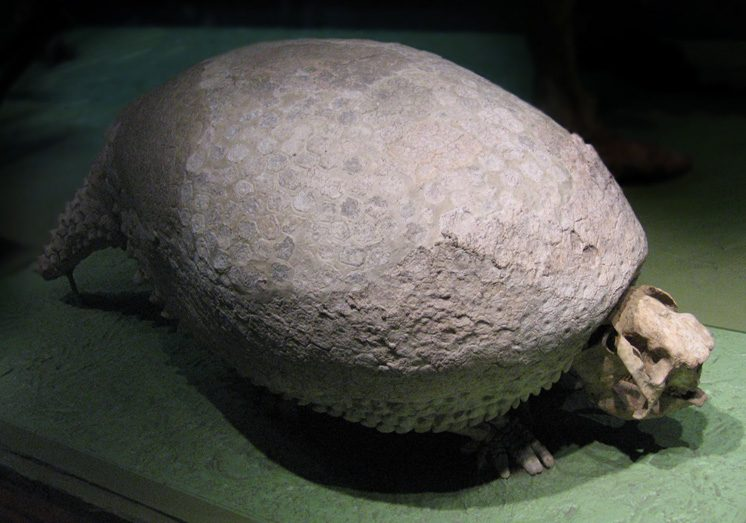
O gênero Glyptodon viveu tipicamente na Patagônia, mas foi encontrado em La Venta também.

Os fósseis ocorreram no Mioceno médio, e foram encontrados na Formação Villavieja e Formação La Victoria. A fauna de La Venta contém espécies antigas de gêneros e famílias de animais ainda viventes, assim como linhagens pré-históricas extintas. Esses animais viveram entre 13,8 e 12 milhões de anos atrás, no Laventiano, que foi nomeado em homenagem à La Venta. Na época, o clima da região era mais úmido do que atualmente, e havia muitas árvores similares a moderna Goupia glabra.

### Lista da fauna
Fósseis de La Venta incluem:
- Peixes de água doce das famílias: Anostomidae, Osteoglossidae, Characidae, Pimelodidae, Callichthyidae, Ariidae, Doradidae, Loricariidae, Cichlidae e Potamotrygonidae.
- Um fóssil de anuro, classificado como Bufo marinus.[3]
- Tartarugas de água-doce como Podocnemis pritchardi, Podocnemis medemi e Chelus colombiana, e a terrestre Geochelone hesterna.
- Cobras da família Anilidae (Colombophis) e uma sucuri primitiva Eunectes stirtoni.
- Um lagarto Paradracaena colombiana.
- Vários tipos de crocodilianos: talvez o mais antigo registro do atual jacaré-do-papo-amarelo, ou talvez, do pré-histórico Caiman lutescens. Também uma espécie de jacaré gigante, o Purussaurus, P. neivensis, o bizarro Mourasuchus, e Balanerodus logimus, Gryposuchus colombianus, Charactosuchus fieldsi e o terrestre Langstonia.
- Várias aves, como o cuculiforme Hoazinoides magdalenae, o Galbulidae Galbula hylochoreutes, e o carão Aramus paludigrus e uma não nomeada espécie Anhinga.
- Tatus pré-histórico, como Anadasypus hondanus, Nanoastegotherium prostatum e Pedrolypeutes praecursor,Pampatheriidae, Scirrotherium.
- Vários fósseis de glyptodontes, incluindo duas espécies de Asterostemma, A. gigantea e A. acostae (atualmente incluído no gênero Boreostemma), e o gênero Neoglyptatelus.
- Um tamanduá, Neotamandua borealis.
- Preguiças, como a gigante Pseudoprepotherium, e a menor Brievabradys, Neonematherium e Huilabradys.
- Um peixe-boi, Potamosiren.
- Vários tipos de macacos do Novo Mundo, como Cebupithecia sarmientoi, Stirtonia victoriae e S. tatacoensis, Mohanamico, Lagonimico, Patasola e Neosaimiri.
- Morcegos, como o atual Noctilio albiventris e Thyroptera lavali assim como espécies extintas: Potamops mascahehenes, Notonycteris magdalenensis, Notonycteris sucharadeus, Palynephyllum antimaster e Molossus colombiensis.[4]
- Roedores como Scleromys shurmanni, Scleromys colombianus, Olenopsis aequatorialis e Neoreomys huilensis.
- Muitos mamíferos ungulados como (meridiungulates): Granastrapotherium snorki, Xenastrapotherium kraglievichi (Astrapotheria), Huilatherium pluriplicatum e Pericotoxodon platygnathus (Toxodonta), and species from medium to smalls sizes like Miocochilius anomopodus (Typotheria), Megadolodus, Prolicaphrium, Villarroelia e uma espécie não descrita do gênero Theosodon (Litopterna).
- Marsupiais como os gambás Thylamys minutus, T. colombianus e Marmosa laventicus, o Paucituberculata Pithiculites chenche, Hondathentes e Palaeothentes e o Microbiotheria e Pachybiotherium minor.